# کمیته ملی المپیک ترکمنستان
کمیته ملی المپیک ترکمنستان (انگلیسی: National Olympic Committee of Turkmenistan) یک سازمان ورزشی است که نماینده کشور ترکمنستان در کمیته بین‌المللی المپیک می‌باشد.
این سازمان که در سال ۱۹۹۰ تأسیس شده مسئول آماده‌سازی و اعزام ورزشکاران به بازی‌های المپیک، بازی‌های المپیک جوانان و بازی‌های آسیایی است.